# Jody Threat
Jody Marie Gyivicsan (nacida el 30 de octubre de 1988) es una luchadora profesional canadiense, más conocida bajo el nombre de Jody Threat quien compite en Total Nonstop Action Wrestling (TNA). Threat también ha trabajado en el circuito independiente en varias promociones en Canadá y Estados Unidos.

## Carrera

### Circuito independiente (2017–presente)
En 2020, Threat comenzó a trabajar para Game Changer Wrestling (GCW) y el 10 de octubre de ese año, compitió en una batalla real de 30 personas en Joey Janela's Spring Break 4. El 3 de julio de 2021, en JCW The Great American Smash, formó equipo con Billie Starkz y Janai Kai, donde perdieron ante YDNB. Al día siguiente, en Backyard Wrestling 3, bajo el nombre de ring de Natas, Threat defendió el Campeonato Backyard Pro Hardcore al derrotar a Rickey Crash.
El 26 de mayo de 2022, en Demand Lucha LuchaPalooza, Threat ganó el Campeonato Openweight de Demand Lucha.

### All Elite Wrestling (2022)
El 17 de octubre en Dark: Elevation, Threat hizo su debut en All Elite Wrestling (AEW), perdiendo ante Athena.

### Impact Wrestling / Total Nonstop Action Wrestling (2023–presente)
El 24 de marzo de 2023, en Sacrifice, se mostró una viñeta que anticipaba la llegada de Threat a Impact Wrestling. Hizo su debut en Impact en el episodio del 6 de abril de Impact!, derrotando a Taylor Rising. El 10 de abril, Threat confirmó que había firmado con Impact. El 13 de julio en Impact!, Threat sufrió su primera derrota cuando respondió al desafío abierto de la Campeona Mundial de Knockouts Deonna Purrazzo por el título. Dos días después, en el pre-show de Countdown to Slammiversary, hizo equipo con The Death Dollz (Courtney Rush y Jessicka) para derrotar a The SHAWntourage (Gisele Shaw, Savannah Evans y Jai Vidal).
El 13 de enero de 2024 en Hard to Kill, Threat competiría en un combate Ultimate X para determinar la contendiente número uno al Campeonato Mundial de Knockouts de TNA, que sería ganado por Gisele Shaw. El 8 de marzo de 2024 en Sacrifice, Threat y Dani Luna derrotaron a MK Ultra (Killer Kelly y Masha Slamovich) para convertirse en el Campeonato Mundial Knockouts en Parejas de TNA, ganando su primer campeonato en TNA. El 3 de mayo en Under Siege, Threat y Luna fueron derrotadas por Slamovich y Alisha Edwards, poniendo fin a su reinado a los 56 días. Recuperaron el Campeonato Mundial en Parejas de TNA Knockouts en Victory Road el 13 de septiembre.

## Campeonatos y logros
- Backyard Pro
  - BYP Hardcore Championship (1 vez)[17]

- Barrie Wrestling
  - BW Heavyweight Championship (1 vez)[18]

- - BW Women's Championship (1 vez)[19]

- Capital City Championship Combat
  - Terry Ann Gibson Memorial Tag Team Tournament (2019) – con Allie Kat[20]

- Collective League of Adrenaline Strength and Honor
  - CLASH Women's Championship (1 vez)[21]

- Demand Lucha
  - Demand Lucha Openweight Championship (1 vez) [22]

- Divine Pro Wrestling
  - DPW Championship (2 veces)[23][24]

- Iron Heart Pro Wrestling
  - IHPW Women's Championship (1 vez)[25]

- Sanctuary Fight Club
  - SFC Thrash Zone Championship (1 vez)[26]

- Total Nonstop Action Wrestling
  - TNA Knockouts World Tag Team Championship (2 veces, actual) – con Dani Luna

- Winnipeg Pro Wrestling
  - WPW Women's Championship (1 vez)[27]

- Pro Wrestling Illustrated
  - Situada en el Nº49 en el PWI Female 250 en 2023.